# تپه تاقچالار
تپه تاقچالار مربوط به عصر آهن - دوره اشکانیان است و در شهرستان ابهر، بخش سلطانیه، دهستان سلطانیه، ۷۲۴ متری شمال غرب روستای کبود گنبد واقع شده و این اثر در تاریخ ۲۶ اسفند ۱۳۸۶ با شمارهٔ ثبت ۲۲۱۸۶ به‌عنوان یکی از آثار ملی ایران به ثبت رسیده است.